# Adolf Schützler
Adolf Schützler (* 3. August 1860 in Bonn; † 13. Januar 1932 in Aachen) war ein deutscher Konteradmiral (Ing.) der Kaiserlichen Marine.

## Leben
Adolf Schützler trat am 1. Februar 1879 als Maschinistenapplikant in die Kaiserliche Marine ein und absolvierte seine Ausbildung bei der I. Werftdivision, der Deckoffizierschule sowie auf Schiffen der Flotte. Als Maschinist nahm er auf der Carola an einer Reise nach Ostasien teil, kehrte 1888 über Singapore nach Deutschland zurück. Anfang März 1894 wurde er als Ober-Maschinist zum überzähligen Maschinen-Unteringenieur befördert. 1903 wurde er auf der Kaiser Friedrich III. zum überzähligen Marine-Stabsingenieur befördert. Am 6. August 1909 wurde er zum Marine-Oberstabsingenieur mit dem Rang des Korvettenkapitäns befördert und war seit dem 16. Mai 1911 Inspektionsingenieur bei der Inspektion des Torpedowesens. Zeitweise fungierte Schützler in der Folgezeit mehrfach als Geschwaderingenieur beim Stab des Lehrgeschwaders und avancierte am 22. März 1913 zum Marine-Chefingenieur mit dem Rang des Fregattenkapitäns. Am 30. März 1914 erfolgte seine Ernennung zum Flotteningenieur beim Kommando der Hochseeflotte.
In dieser Stellung war Schützler über den Ausbruch des Ersten Weltkriegs hinaus tätig und erhielt am 22. März 1915 den persönlichen Rang als Kapitän zur See. Am 27. Mai 1916 wurde ihm der Charakter als Marine-Oberchefingenieur verliehen und das Patent zu diesem Dienstgrad erhielt er am 13. Juli 1916 mit RDA vom 27. Mai 1916. Für sein Wirken während des Krieges hatte man ihn mit beiden Klassen des Eisernen Kreuzes und des Friedrich-August-Kreuzes, dem Bayerischen Militärverdienstorden III. Klasse mit der Krone und Schwertern sowie dem Lübecker Hanseatenkreuz ausgezeichnet. Vom 3. April bis zum 23. Mai 1918 stand Schützler zur Verfügung, war beurlaubt und wurde anschließend zur Disposition gestellt. Nach seiner Verabschiedung verlieh man ihm am 23. August 1919 den Rang als Konteradmiral (Ing.).
Er lebte 1919 in Aachen.